# 常绿榆
常绿榆（学名：Ulmus lanceifolia）为榆科榆属下的一个种。

## 扩展阅读
- 維基物種上的相關：常绿榆